# Flag (Yello)
Flag è il sesto album in studio del gruppo di musica elettronica svizzero Yello, pubblicato nel 1988.

## Tracce
1. Tied Up – 6:05
2. Of Course I'm Lying – 5:56
3. 3rd of June – 4:50
4. Blazing Saddles – 3:53
5. The Race – 8:08
6. Alhambra – 3:38
7. Otto Di Catania – 3:20
8. Tied Up in Red – 8:23
9. Tied Up in Gear – 3:58